# Helicocranchia
Helicocranchia Massy, 1907 è un genere di molluschi cefalopodi appartenente alla famiglia Cranchiidae.

## Descrizione
Il mantello è allungato e subcilindrico, con la circonferenza massima alla metà, termina posteriormente con una punta ottusa nella quale non si estende l'estremità del gladio. Le pinne, molto piccole e a forma di paletta, sono inserite appena prima dell'estremità posteriore del mantello e sono fuse tra loro alla base nella parte anteriore. Gli occhi sono più piccoli che in altri Cranchiidae e portano un grande fotoforo sporgente di forma ovale o rotondeggiante diretto in avanti; non ci sono fotofori sulle braccia. Imbuto molto grande. Esiste un evidente dimorfismo sessuale: i maschi hanno le braccia più robuste e dotate di ventose ingrandite, inoltre la parte finale delle braccia dal primo al quarto paio ha numerose serie di ventose. Le femmine non mostrano alcuno di questi caratteri se non talvolta qualche ventosa ingrandita sul terzo paio di braccia.
Sono tra i Cranchiidae più piccoli, la misura massima della lunghezza del mantello è di circa 10 cm.

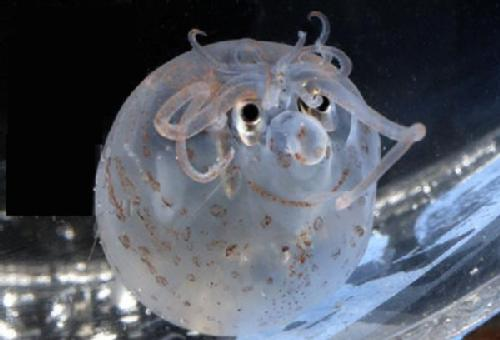
Individuo di Helicocranchia in vista anteriore, sono visinbili le braccia e i tentacoli, gli occhi e l'imbuto particolarmente grande

## Distribuzione e habitat
Il genere ha distribuzione cosmopolita negli oceani tropicali, subtropicali e temperati.
Come nella generalità dei Cranchiidae le paralarve si trovano in acque poco profonde della zona epipelagica. Gli individui più grandi discendono a maggiori profondità nella zona mesopelagica e nella parte superiore della zona batipelagica.

## Tassonomia
Il genere comprende tre specie::
- Helicocranchia navossae (Judkins, Rose-Mann, Lindgren, Taite, S. Bush & Vecchione, 2022)
- Helicocranchia papillata (Voss, 1960)
- Helicocranchia pfefferi (Massy, 1907)